# هدیه نهایی
هدیه نهایی (به انگلیسی: The Ultimate Gift) فیلم درام محصول سال ۲۰۰۶ و به کارگردانی مایکل او. ساجبل بر اساس فیلم‌نامه‌ای نوشته شریل مک‌کی است که بر اساس رمان پرفروش جیم استووال که در فیلم حضور دارد، است. در این فیلم بازیگرانی همچون درو فولر، بیل کوبس، لی مری‌وثر، آلی هیلیس، ابیگیل برسلین، برایان دنهی و جیمز گارنر ایفای نقش کرده‌اند. علاوه بر این، پت مک‌کروری، شهردار وقت شارلوت، کارولینای شمالی، در نفش خودش ظاهر می‌شود، و جیم استووال، نویسنده کتابی که فیلم بر اساس آن ساخته شده‌است، نزدیک به پایان فیلم، نقشی کوتاه به عنوان راننده لیموزین دارد.